# Norman Carter Fassett
Norman Carter Fassett (27 mars 1900 - 14 septembre 1954) est un botaniste et professeur américain, reconnu comme un expert de la flore aquatique du Wisconsin.

## Carrière
Fassett est né à Ware, dans le Massachusetts. Il étudie à l'université de Harvard où il obtient un doctorat, en 1925. Il enseigne la botanique à l'université du Wisconsin dès cette année. Il y est nommé professeur titulaire en 1944 et occupe également la fonction de conservateur de l'herbier universitaire. Sous sa direction, celui-ci passe de 96 000 à 380 000 spécimens. Fassett en collecte personnellement plus de 28 000. De 1948 à 1949, il dirige le département de botanique.
Fassett participe à différentes expéditions scientifiques en Amérique latine, notamment l'expédition consacrée pendant la Seconde Guerre mondiale à la recherche des arbres du genre Cinchona, dont l'écorce produit l'alcaloïde appelé quinine. Il se rend par la suite au Guatemala, au Salvador et au Nicaragua.
De 1945 à 1950, Fassett préside le Comité des espaces naturels (Natural Areas Committee) du département des ressources naturelles du Wisconsin. Il est le principal promoteur du classement de Parfrey's Glen en espace de recherche scientifique.
Fassett est membre fondateur de l'American Society of Plant Taxonomists en 1935, organisation qu'il préside jusqu'en 1953. Il décède d'une tumeur au cerveau à Boothbay Harbor, Maine, le 14 septembre 1954.

## Publications
Fassett est l'auteur de plus de 100 publications scientifiques, la plupart concernant la flore de l'Amérique du Nord.

## Éponymes
Plusieurs espèces sont nommées en l'honneur de Norman Carter Fassett, notamment:
- Callitriche fassettii Schotsman, 1966
- Elatine fassettiana Steyerm., 1952
- Eleocharis fassettii S.González et PMPeterson, 2008
- Tillandsia fassettii LBSm., 1955